# Marcos Lima
Marcos Guimarães de Cerqueira Lima ComMM (Itaúna, 25 de junho de 1946 — 13 de fevereiro de 2021) foi um economista, engenheiro civil e político brasileiro filiado ao Movimento Democrático Brasileiro (MDB). Por Minas Gerais, foi deputado federal durante sete mandatos.

## Dados biográficos
Filho de João de Cerqueira Lima Júnior e Tereza Guimarães Lima. Graduado em Engenharia Civil na Universidade Federal do Rio de Janeiro em 1969 com pós-graduação em Engenharia Econômica e Administração Industrial pela mesma instituição em 1970. Presidente da Fundação Universidade de Itaúna, filiou-se ao MDB em 1976 e com a extinção deste foi para o PMDB e mais tarde para o PP, retornando ao PMDB por causa da incorporação entre as legendas ocorrida em 1981.
Empresário do setor têxtil, foi eleito suplente de deputado federal em 1982. Como o governador Tancredo Neves chamou alguns parlamentares para compor sua equipe, passou a exercer o mandato e foi efetivado após a morte de Renato Azeredo em julho de 1983 e como deputado votou a favor da Emenda Dante de Oliveira em 1984 e em Tancredo Neves no Colégio Eleitoral em 1985. Reeleito em 1986, 1990 e 1994, participou da Assembleia Nacional Constituinte e foi signatário da Constituição de 1988.
Em julho de 1992, como deputado federal, Lima foi admitido pelo presidente Fernando Collor à Ordem do Mérito Militar no grau de Comendador especial. Entretanto, votou a favor do impeachment de Fernando Collor em setembro. Votou favoravel ao Plano Real.

## Suplências e efetivações
Eleito suplente de deputado federal em 1998, foi efetivado após a eleição municipal de 2000 e em 2002 perdeu a eleição para deputado federal. No primeiro governo Luiz Inácio Lula da Silva foi diretor de Relações Institucionais de Furnas Centrais Elétricas e novamente suplente de deputado federal em 2006 sendo efetivado após a eleição de Maria do Carmo Lara para a prefeitura de Betim em 2008.
Foi secretário-geral do diretório nacional do PMDB e integrou o diretório estadual em Minas Gerais, no cargo de vice-presidente 
Esteve na Presidência da CEASA no governo Dilma Roussef.

## Morte
Marcos morreu em 13 de fevereiro de 2021 em Itaúna, aos 74 anos de idade, de parada cardíaca.